# Kiruna station
Kiruna station är en järnvägsstation av typen säckstation, i Kiruna, belägen på Malmbanan som går mellan Narvik och Luleå. Den äldre stationen låg mellan malmgruvan och Kirunas centrum. 2013 flyttades stationen till ett temporärt läge i norra delen av tätorten, cirka 1,5 km norr om den gamla stationen, till en byggnad som tidigare var fjärrblockeringscentral.

## Gamla stationen
Stationshuset (67°51′18″N 20°12′56″Ö / 67.85500°N 20.21556°Ö) uppfördes 1915 i tegel efter ritningar av Folke Zettervall. Det byggdes med handslaget skånskt tegel. Huset byggnadsminnesförklarades den 21 augusti 1986 tillsammans med ett antal stationshus i Statens järnvägars ägo. Denna status hävdes i december 2011, eftersom området där stationen låg skulle omvandlas till gruvindustriområde. En flytt av stationshuset bedömdes som för komplicerad och kostsam och istället revs huset under 2017.

## Nuvarande temporära station
Med anledning av den utökade gruvdriften och flytten av en stor del av staden Kiruna, så flyttades järnvägstrafiken från gamla Kiruna centralstation till en tillfällig station efter att sista tåget avgått gamla Kiruna C, kl. 17:32 fredagen den 30 augusti 2013. Busstationen, för regionala bussar, flyttades 19 juni 2023 till en ny plats. Transferbuss går mellan den nya järnvägsstationen, den nya busstationen och nya centrum.

### Bilder

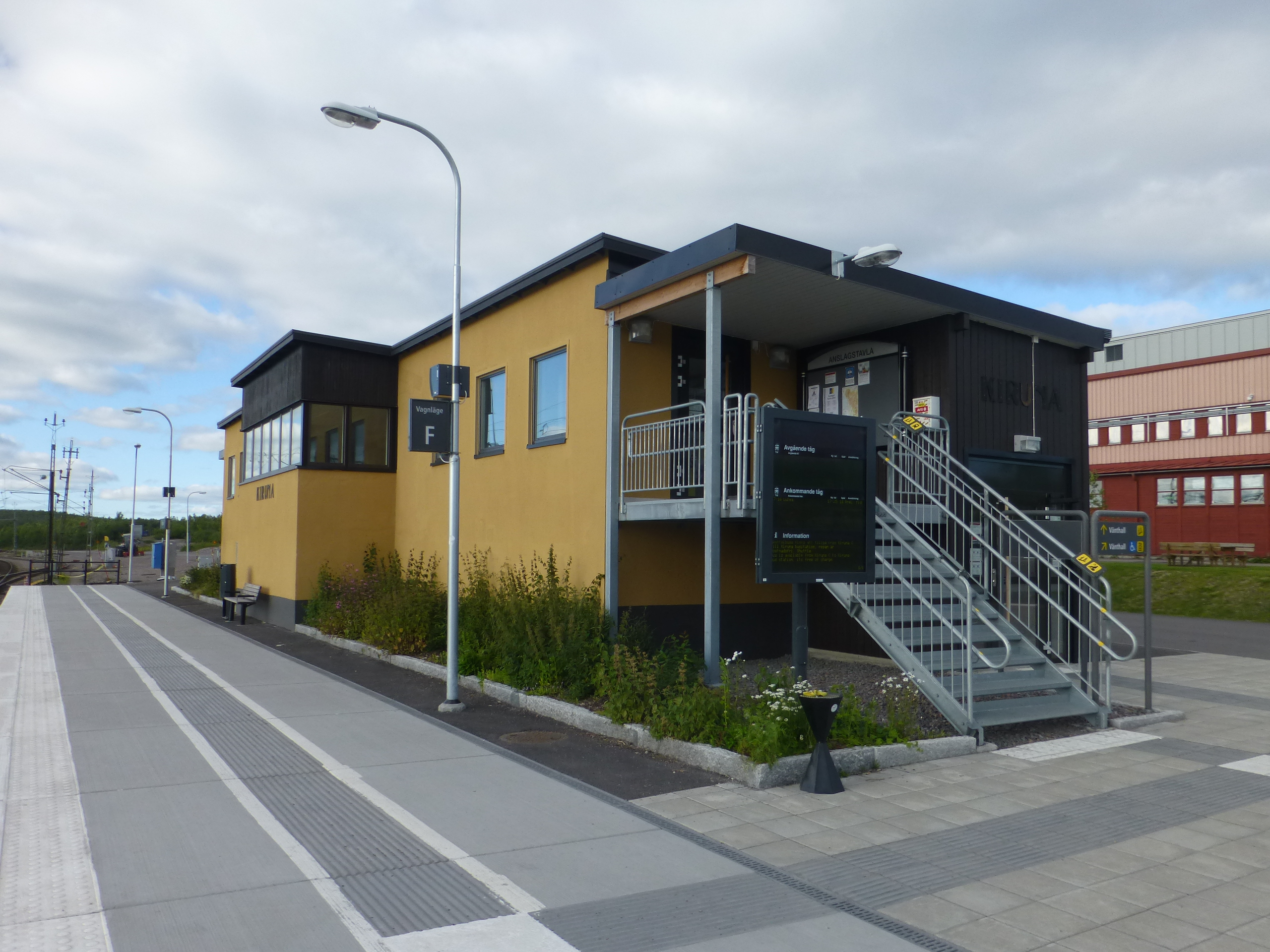
Kiruna station.
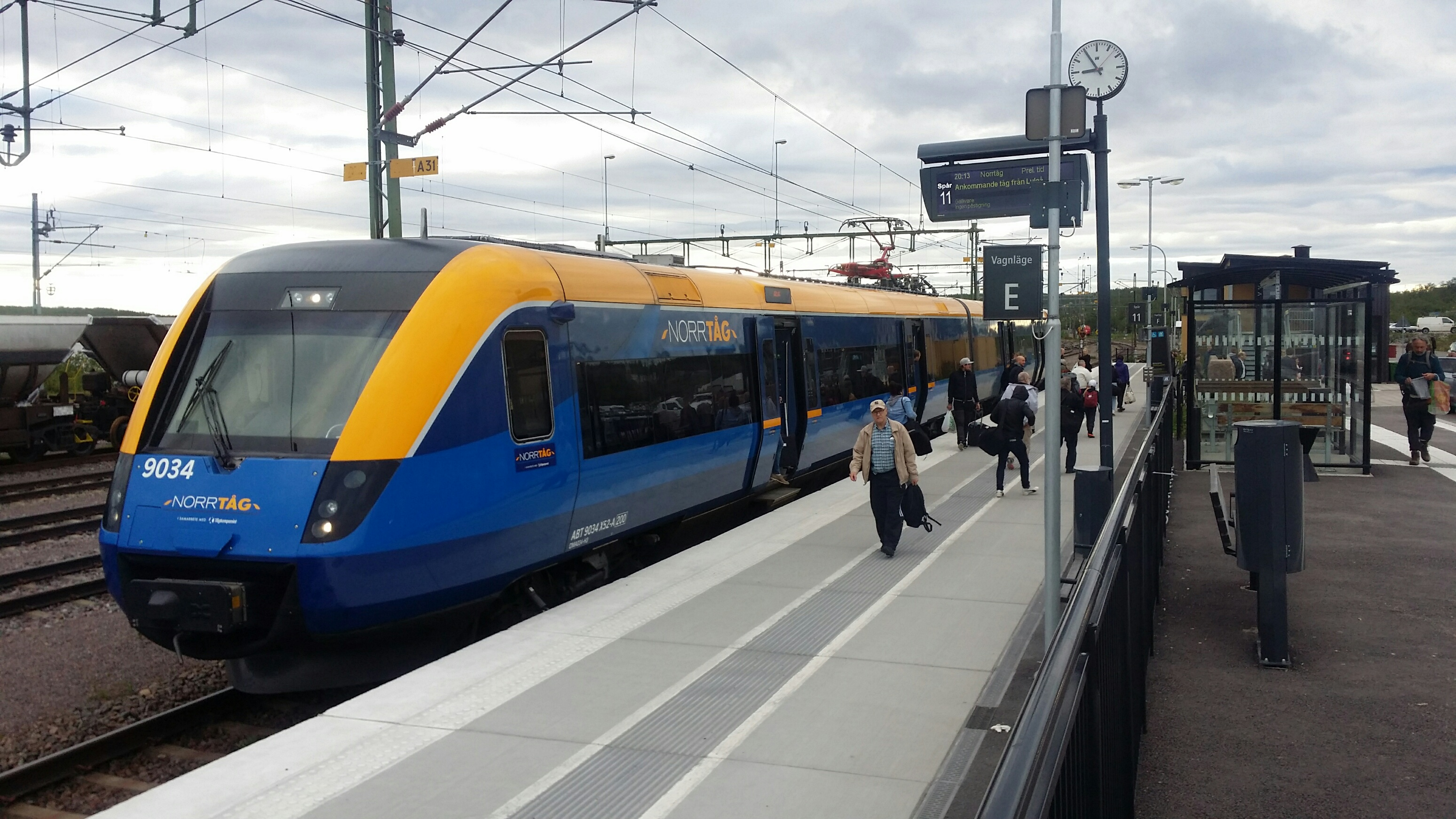
Ankommet tåg från Luleå till stationen.
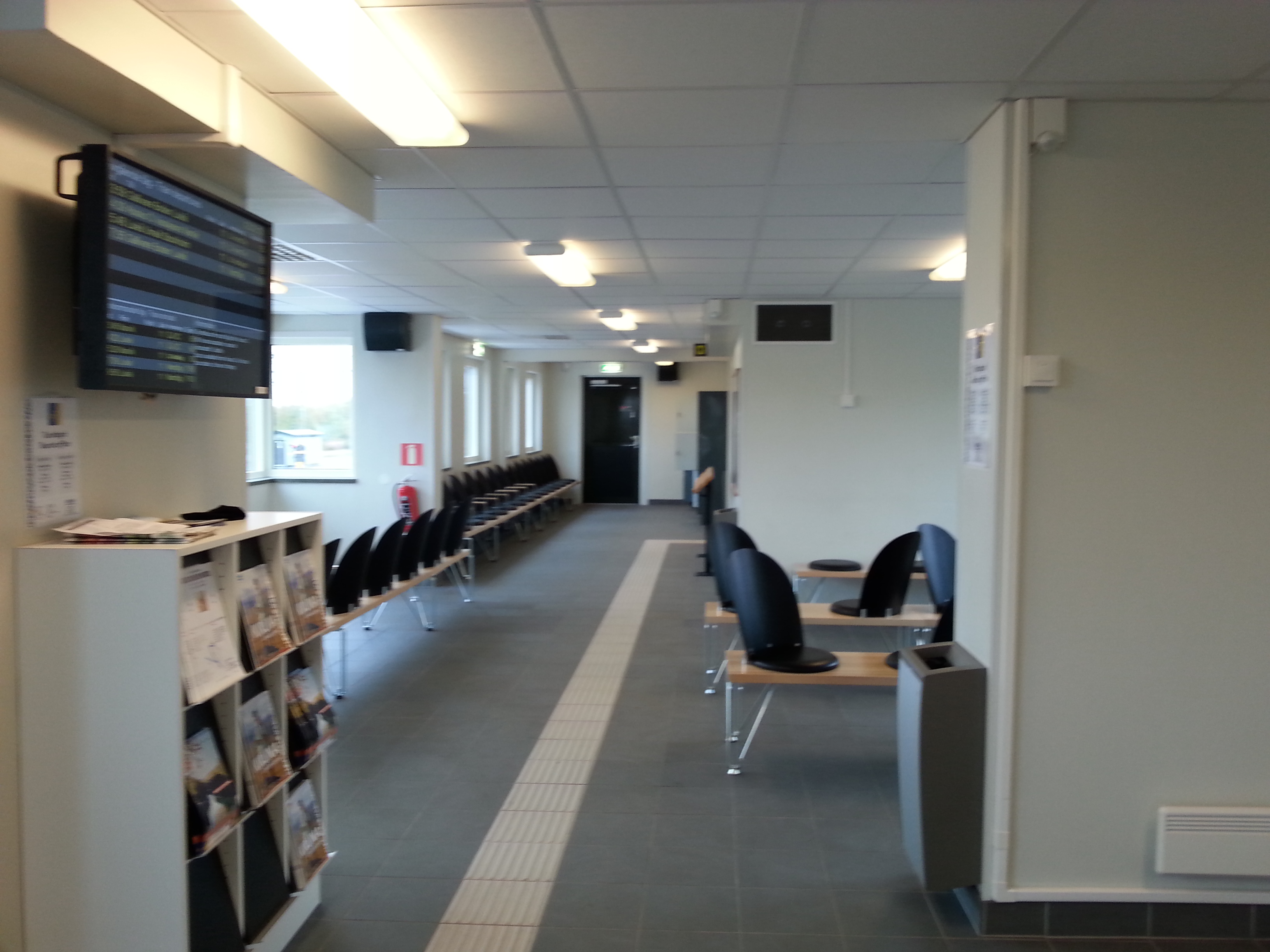
Kiruna station invändigt.

## Planer för den nya stationen
Den tillfälliga stationen som togs i bruk 2013 ska ersättas av en ny. Det var under en lång period inte bestämt var den nya stationen skulle placeras. I augusti 2021 meddelade Trafikverket beslutet att Kirunas nya järnvägsstation placeras centrumnära och enligt det alternativ söder om Lombololeden.Enligt Trafikverkets järnvägsplan föreslås/planeras den nya stationen att bli av typen säckstation, och med en mellanplattform så att två spår kan trafikeras. Plattformen föreslås bli 465 meter lång och vara ungefär 11 meter bred.
När den tidigare stationen stängdes 2013 fanns inget beslut om var den nya skulle placeras. Kiruna kommuns önskan var att järnvägsstationen skulle placeras i anslutning till den framtida stadskärnan vilket kommer att ske. Minst sex olika lokaliseringsalternativ utreddes. Under november 2020 framförde Förbundet Norrbottens Kommuner kravet att den nya järnvägsstation skulle placeras i Kiruna centrum.

### Tidsplan
Enligt Trafikverkets kan byggstarten förväntas att ske tidigast omkring år 2027. Ursprungligen planerades den nya stationen att tas i drift under 2017. Dock höll inte tidsplanen och den temporära stationen kommer att användas åtminstone till år 2030.